# Euarchos
Euarchos (altgriechisch Εὐαρχός Euarchós) war ein griechischer Töpfer, tätig in der Mitte des 6. Jahrhunderts v. Chr. in Athen.
Bekannt ist er bisher nur durch eine von ihm signierte schwarzfigurige Schale in Florenz, Museo Archeologico 30407 mit der Darstellung eines Gorgoneions im Inneren. Er ist der Oikist (Stadtgründer) von Katane.